# Пластилиновая анимация

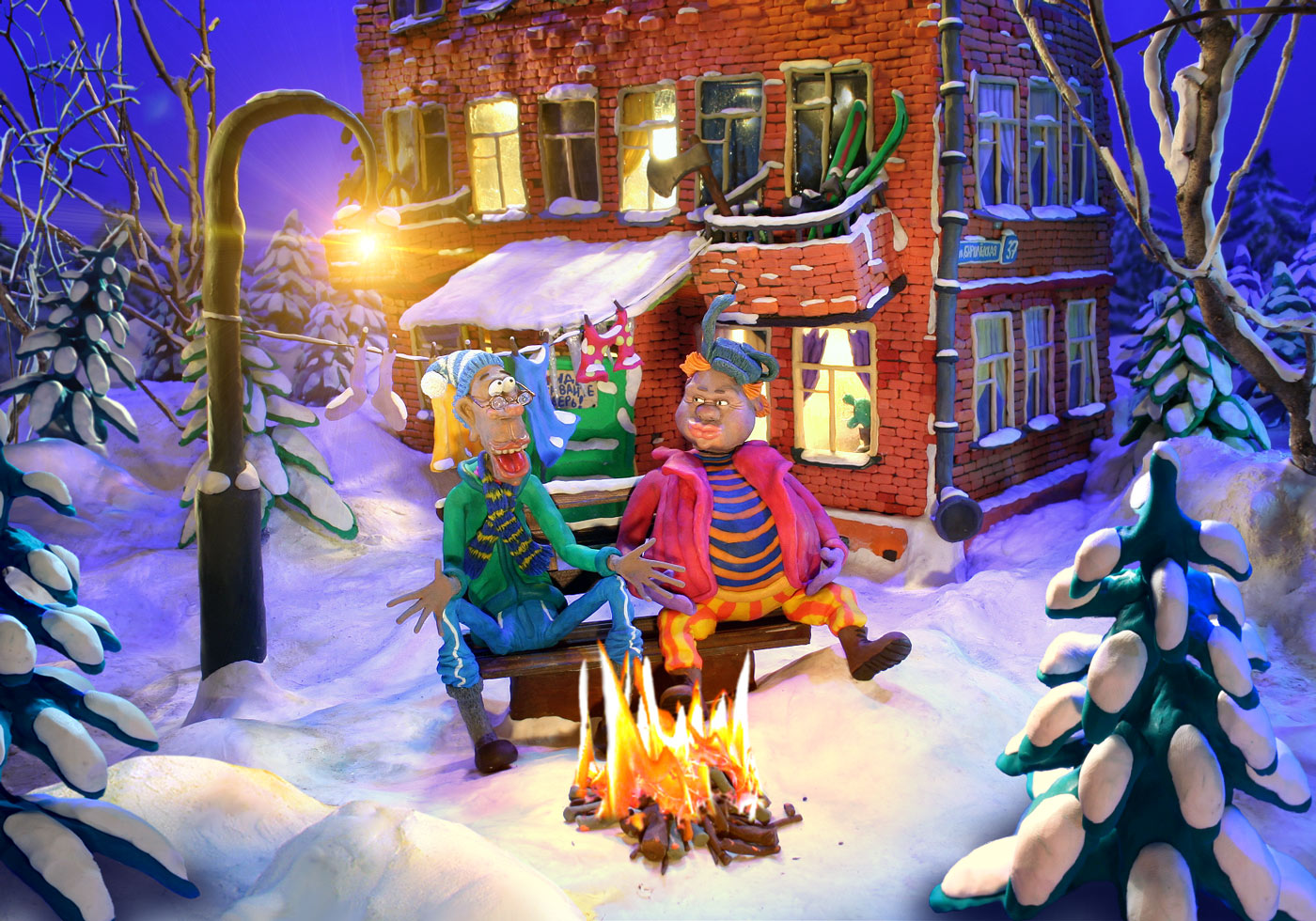
Кадр из мультсериала «От Ильича до Кузьмича». Пластилиновая мультипликация.

Пластили́новая анима́ция (мультиплика́ция) — вид мультипликации.  Фильмы делаются путём покадровой съёмки пластилиновых объектов с модификацией (этих объектов) в промежутках между кадрами.
В жанре пластилиновой мультипликации работали Александр Татарский, Гарри Бардин, Ник Парк, Сергей Меринов, Иржи Барта («Голем», 2006).
Большую роль в истории пластилиновой мультипликации сыграла анимационная студия Aardman Animations.

## Техники
В пластилиновой мультипликации существует несколько техник:
- перекладка: композиция состоит из нескольких слоёв персонажей и декораций, которые располагаются на нескольких стёклах, расположенных друг над другом, камера находится вертикально над стёклами. Персонажи и декорации для этого вида мультипликации делаются специальной плоской формы. В настоящее время слои снимаются по отдельности и совмещаются при компьютерном монтаже. Этот вид мультипликации используется для удобства анимирования персонажей. В этой технике был снят мультипликационный фильм «Падал прошлогодний снег».
- объёмная мультипликация: классическая пластилиновая мультипликация, схожая по принципу с кукольной мультипликацией — объёмные, «настоящие» персонажи располагаются в объёмной декорации. Работать в этой технике гораздо сложнее, поскольку анимировать персонажей приходится в пространстве; их необходимо специально укреплять в декорации, иногда используя дополнительные опоры и подвески.
- комбинированная мультипликация: персонажи анимируются по отдельности и снимаются на фоне синего или зелёного экрана, после чего «вживляются» в снятые отдельно пластилиновые декорации. В данном виде пластилиновой мультипликации основной объём работы приходится не на работу с пластилином, а на работу с компьютером. Например, по этой техники сделаны заставки «Мульти-России»[1].

## Известные «пластилиновые» мультфильмы

### СССР
- «Падал прошлогодний снег»
- «Пластилиновая ворона»
- «Новогодняя песенка Деда Мороза»
- «Серый волк энд Красная Шапочка»
- «Брэк»
- «Тяп-ляп, маляры»
- «Волк и семеро козлят на новый лад»
- Заставка к телепередаче «Спокойной ночи, малыши!»

### Россия
- «Кот в Сапогах»
- «Мульти-Россия»
- «Гора самоцветов» (некоторые мультфильмы, в основном сделанные в перекладке)
- «Пластилинки. Азбука»
- «Посиделки»
- «Гадкий утёнок»
- «Три мелодии»
- «Слушая Бетховена»
- «Болеро-17»
- «Пластилинки. Азбука»

### Другие страны
- «Уоллис и Громит»
- «Побег из курятника»
- «Гамби»
- «Барашек Шон»